# Oernoords
Oernoords is de Germaanse taal waaruit het Oudnoords (Oudwestnoords en Oudoostnoords) is ontstaan.
Het Oernoords is dus ook de voorloper van de moderne Noord-Germaanse talen zoals Noors, Zweeds, Deens, enz.
Het Oernoords werd geschreven en gesproken ongeveer tussen 200 en 600 of 700.

## Indeling
Bij het Oernoords onderscheidt men twee periodes:
- het oudere Oernoords, ongeveer van 200 tot 500
- het jongere Oernoords (de syncopetijd), ongeveer van 500 tot 700[1]

## Dialecten
De Oernoordse runenteksten laten weinig dialectverschillen zien.
Eén reden zou kunnen zijn dat de schrijvers veel vastgelegde formules gebruikten.
Een andere reden zou kunnen zijn dat er een sterke schrijftraditie was die dialectverschillen niet toeliet.

## Syncopetijd

### Syncope
De syncope is het wezenlijke kenmerk van het jongere Oernoords.
De syncope betekent hier dat korte onbeklemtoonde klinkers verdwijnen.
Daarna waren alleen die klinkers overgebleven die of lang of beklemtoond waren. Veel lange klinkers werden tijdens dit proces verkort. Dit leidde ertoe dat veel Oernoordse woorden veel korter werden. De (mannelijke) voornaam HaþuwulfaR werd in het Oudnoords tot Hálfr.

### Umlaut
Naast de meest bekende umlaut, de i-umlaut, vindt men in het jongere Oernoords ook de a-umlaut en de u-umlaut.
Door de umlaut-verschijnselen ontstaan er nieuwe klinkers in de Oernoordse taal.
Als gevolg van de syncope zijn de woorden weliswaar korter geworden maar als vervanging voor de ontbrekende klinkers en lettergrepen zijn er nieuw klinkers ontstaan.
Voorbeelden voor de umlaut:
- Het Oernoordse gereconstrueerde woord *dōmian ‘oordelen’ verschijnt in het Oudwestnoords als dœma. Uit de lange o werd dus een lange eu-klank die in het Oudwestnoords œ wordt gespeld. De reden voor die verandering is de i-umlaut oftewel de invloed van de i die later wegviel als gevolg van de syncope.
- Het Oernoordse woord *maguR ‘jongen’ verschijnt in het Oudwestnoords als mǫgr. Hier werd de a een o-achtige klank die in het Oudwestnoords ǫ wordt gespeld. Dit gebeurde vanwege de u-umlaut, dus onder invloed van de u die vanwege de syncope wegviel.
- Het Oernoordse woord *wira- ‘man’ verschijnt in het Oudwestnoords als verr. Hier werd de i een e onder invloed van de a in de volgende lettergreep (a-umlaut).[2]

### Breking
Een verandering die eveneens in de syncopetijd plaatsvond, was de breking van sommige klinkers.
De breking is een vorm van diftongering.
De e veranderde onder bepaalde omstandigheden in een ja of in een jo/jǫ.
Bij de breking ziet men al verschillen tussen de Oernoordse dialecten en dus ook tussen de latere Noordse talen (Noors, Zweeds, Deens, IJslands, Faeröers).
Voorbeeld:
- Het Oernoordse woord *eka ‘ik’ werd jak in het Oudoostnoords en ek in het Oudwestnoords. In beide gevallen verdween de a als gevolg van de syncope. De oostelijke vorm jak werd de voorloper van het Zweedse jag en van het Deense jeg. De westelijke vorm werd de voorloper van het Noorse en Faeröerse eg (in het Nynorsk).[2]

### Gevolgen
De klankveranderingen in de syncopetijd zorgden ervoor dat de flexie van sommige woorden nogal ingewikkeld werd.
Een verscheidenheid van klinkers in de uitgangen leidde tot een verscheidenheid van klinkers in de stam van sommige woorden.
Het volgende voorbeeld laat zien hoe de vormen van het Oernoordse woord *wantuR ‘handschoen’ door i-umlaut en u-umlaut veranderd worden.
Het Oudnoordse woord vǫttr heeft op die manier een ingewikkelde flexie gekregen, met een wisseling van a, e en ǫ in het begin van het woord.
| naamval en getal | Oernoords   | Oudnoords |
| ---------------- | ----------- | --------- |
| nom. ev.         | *wantuR     | vǫttr     |
| acc. ev.         | *wantu      | vǫtt      |
| dat. ev.         | *wantiu     | vetti     |
| gen. ev.         | *wantôr     | vattar    |
| nom. mv.         | *wantiuR    | vettir    |
| acc. mv.         | *wantunR    | vǫttu     |
| dat. mv.         | *wantum(i)R | vǫttum    |
| gen. mv.         | *wantô      | vatta     |

## Gebruikte literatuur
1. ↑  Odd Einar Haugen, Grunnbok in norrønt språk, 2. utgåve, Oslo 1995, ISBN 82-417-0506-9
2. 1 2 3 4 5 6 7  Hallfrid Christiansen, Norske Dialekter, 3 delen, Oslo: Tanum/Norli, 1946-1948 (herdruk in één deel, 1976)